# Palaeotropus thomsoni
Palaeotropus thomsoni is een zee-egel uit de familie Palaeotropidae.
De wetenschappelijke naam van de soort werd in 1880 gepubliceerd door Alexander Agassiz.